# Jean Monod (Theologe)
Jean Paul Frédéric Monod (* 23. November 1822 in Paris; † 11. April 1907 in Pau) war ein französischer reformierter Theologe. 

## Leben und Wirken
Monod war der Sohn des reformierten Pastors Frédéric Monod und seiner Ehefrau Constance de Coninck. Auch sein Großvater Jean Monod war reformierter Pastor in Paris und zugleich Stammvater eines bedeutenden Theologen-, Gelehrten- und Unternehmergeschlechts. Seine Großmutter Louise de Coninck war zugleich die Tante seiner Mutter, seine Eltern also Cousin und Cousine. 
Monod studierte Theologie an der Fakultät in Montauban, wo er 1846 mit einer Arbeit über den Jakobusbrief das Baccalaureat erwarb. Nach Tätigkeit als Pastor in Marseille und ab 1855 in Nîmes wurde er 1865 Professor für Dogmatik an der Fakultät in Montauban. In dieser Funktion war er auch Mitherausgeber der Zeitschrift Revue théologique. Von 1891 bis 1894 amtierte er als Dekan.
Er heiratete 1849 seine Cousine Marie-Louise Babut (* 9. November 1827; † 26. November 1911). Der Ehe entstammten vier Söhne und zwei Töchter.

## Auszeichnungen
- 1878: Aufnahme in die Académie des sciences, belles-lettres et arts du département de Tarn-et-Garonne (1885 Präsident)[3]
- 1880: Ritterkreuz (chevalier) der Ehrenlegion[4]

## Schriften (Auswahl)
- Introduction à l’Épître de saint Jacques. Thèse Montauban 1846.
- Conférence de l’Alliance évangélique à Londres 1851. Coup d’oeil sur l’état religieux du monde chrétien. Paris 1852 (Digitalisat).
- De l’objet de la dogmatique. Discours prononcé à l’ouverture de l’année scolaire 1875–1876 ... 1875.
- Luther jusqu’en 1520. Discours prononcé à la séance de rentrée de la Faculté de Montauban, le 15 novembre 1883. J. Granié, Montauban 1884.
- Rapport sur les catéchismes. Boehm et fils, Montpellier 1885.

Übersetzungen
- August Neander: Première Épître de saint Jean. Explication pratique. Ducloux, Paris 1851; Ch. Meyrueis, Paris 1854.
- (mit seiner Ehefrau) Stopford Brooke: F. W. Robertson. Sa vie et ses lettres. Fischbacher, Paris 1900.